# Патагонска гъска
Патагонската гъска (Chloephaga hybrida) е вид птица от семейство Патицови (Anatidae).

## Разпространение
Видът е разпространен в Аржентина, Фолкландски острови и Чили.